# José Antonio Anzoátegui
José Antonio Anzoátegui Hernández: Barcelona, 14 de noviembre de 1789 - Pamplona,15 de noviembre de 1819) fue un militar venezolano. Es considerado uno de los más importantes militares del Ejército Libertador en la Guerra de Independencia y Jefe de la Guardia de Honor de Simón Bolívar.

## Expediciones
Sus padres fueron José Antonio Anzoátegui y Juana Petronila Hernández. Desde 1810, en su ciudad natal se mostró decidido partidario de la causa emancipadora, incorporándose a la causa independentista en octubre de ese año, como militar y miembro de la Sociedad Patriótica. En 1812 contrajo matrimonio con María Teresa Arquindegui.
Tomó parte en la Campaña de Guayana en 1812, cuyas operaciones dirigía el general Francisco González Moreno; en junio y julio de ese año, como Comandante Militar de Barcelona, intentó sin éxito ayudar a las fuerzas de Francisco de Miranda. Al triunfar los realistas, fue enviado preso a las bóvedas de La Guaira. En 1813 se reincorporó al ejército de Venezuela con el rango de capitán.
Peleó en numerosas batallas
, entre ellas las de Araure en 1813 y la primera de Carabobo en 1814 y luego hizo bajo las órdenes del General Rafael Urdaneta la retirada hacia la Nueva Granada. Con Bolívar actuó en las operaciones contra Santa Fe de Bogotá y se distinguió en la toma de esa capital en diciembre de 1814.
En calidad de comandante del batallón "Barlovento" integró la Junta de Guerra, celebrada en 1815 en Turbaco, ante la cual presentó Bolívar la renuncia Haití rumbo a Venezuela, e igualmente en las operaciones que culminaron con la toma de Angostura, en julio de 1817, de cuya plaza fue nombrado Gobernador en septiembre del mismo año.
Su grado de general lo recibió el 13 de octubre de 1818, en Angostura. Como vocal integró el Consejo de Guerra formado para juzgar al general en jefe Manuel Piar, en octubre de 1817. En calidad de comandante de la guardia de honor tomó parte en las operaciones de Calabozo y Valles de Aragua, lo que se conoce como Campaña del Centro en 1818. Bajo las órdenes del general José Antonio Páez combatió en la batalla de Cojedes el 2 de mayo de 1818 contra el mariscal de campo Miguel de la Torre.
El 23 de noviembre de 1818 llegó a San Fernando de Apure, días antes había recibido el nombramiento de comandante de la Infantería del ejército de operaciones del occidente, bajo el mando del general Páez y se desempeñó como segundo comandante del mismo. Con Páez y Bolívar realizó la campaña de Apure en los primeros meses de 1819; estuvo presente en la Junta de Guerra convocada por Bolívar en Mantecal, el 23 de mayo de 1819, cuando se decidió la ejecución de la campaña Libertadora de Nueva Granada, de la cual formó parte como comandante de la división de retaguardia.

## La campaña de Nueva Granada

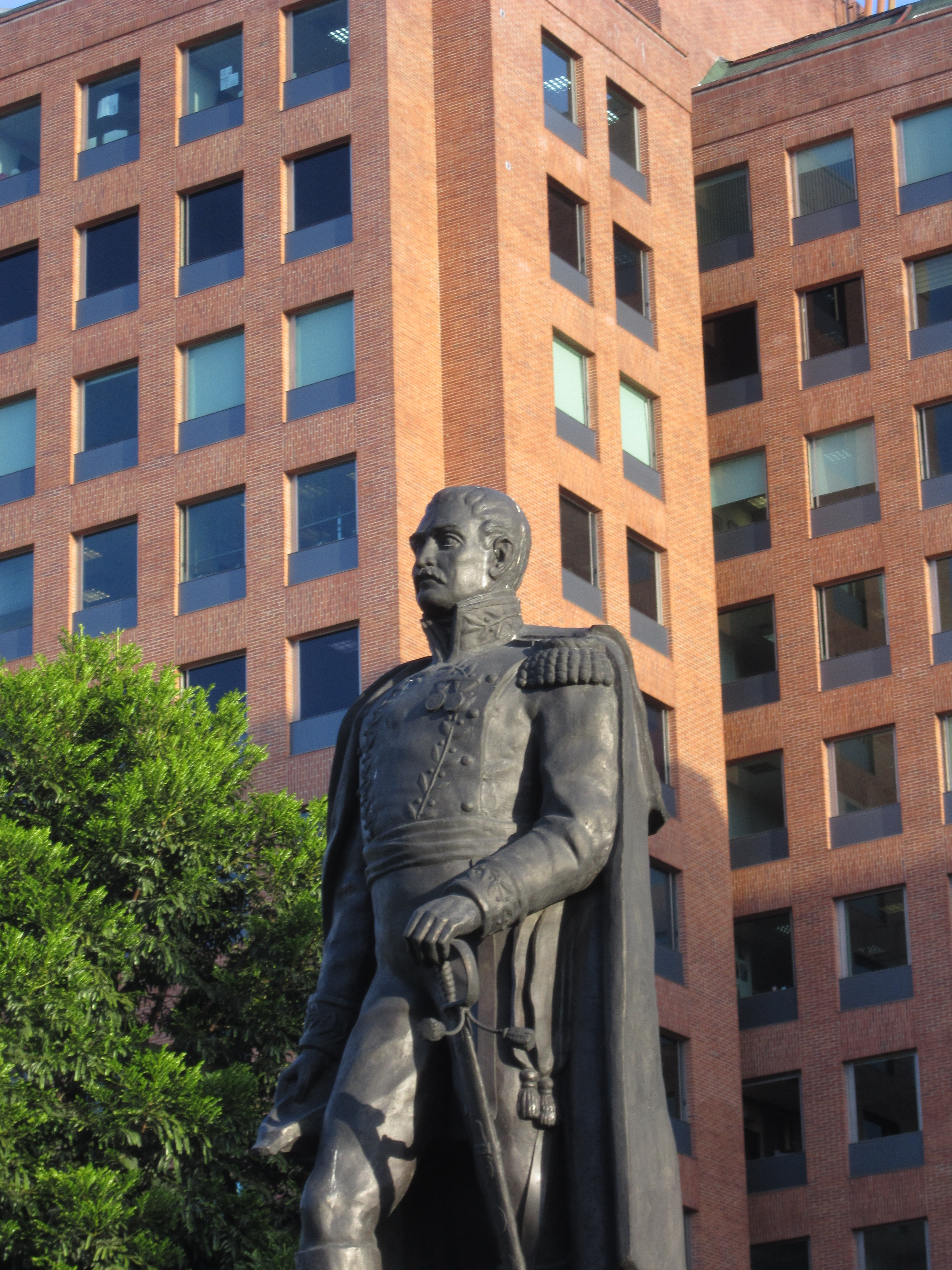
Estatua de Anzoátegui al norte de Bogotá, la capital de la antigua Nueva Granada.

Anzoátegui fue ascendido a general de división después de la batalla de Boyacá. Terminada con éxito la campaña de Nueva Granada, Bolívar elaboró un plan de operaciones, el cual incluía una acción sobre Santa Marta y otra sobre Maracaibo por Chiriguaná y Valledupar; la segunda parte de este plan la confió a lo que llamó Ejército del Norte, el cual fue puesto bajo las órdenes del general de División Anzoátegui.
Sin embargo la ejecución de dicha campaña quedó sin efecto a consecuencia que el joven barcelonés muriera súbitamente el 15 de noviembre de 1819 en la ciudad de Pamplona, de lo que el doctor Thomas Fooley llamó fiebre mortal. Sus restos se enterraron en la iglesia de Nuestra Señora de las Nieves, que quedó destruida en 1875 por el terremoto de los Andes.

## En homenaje a Anzoátegui

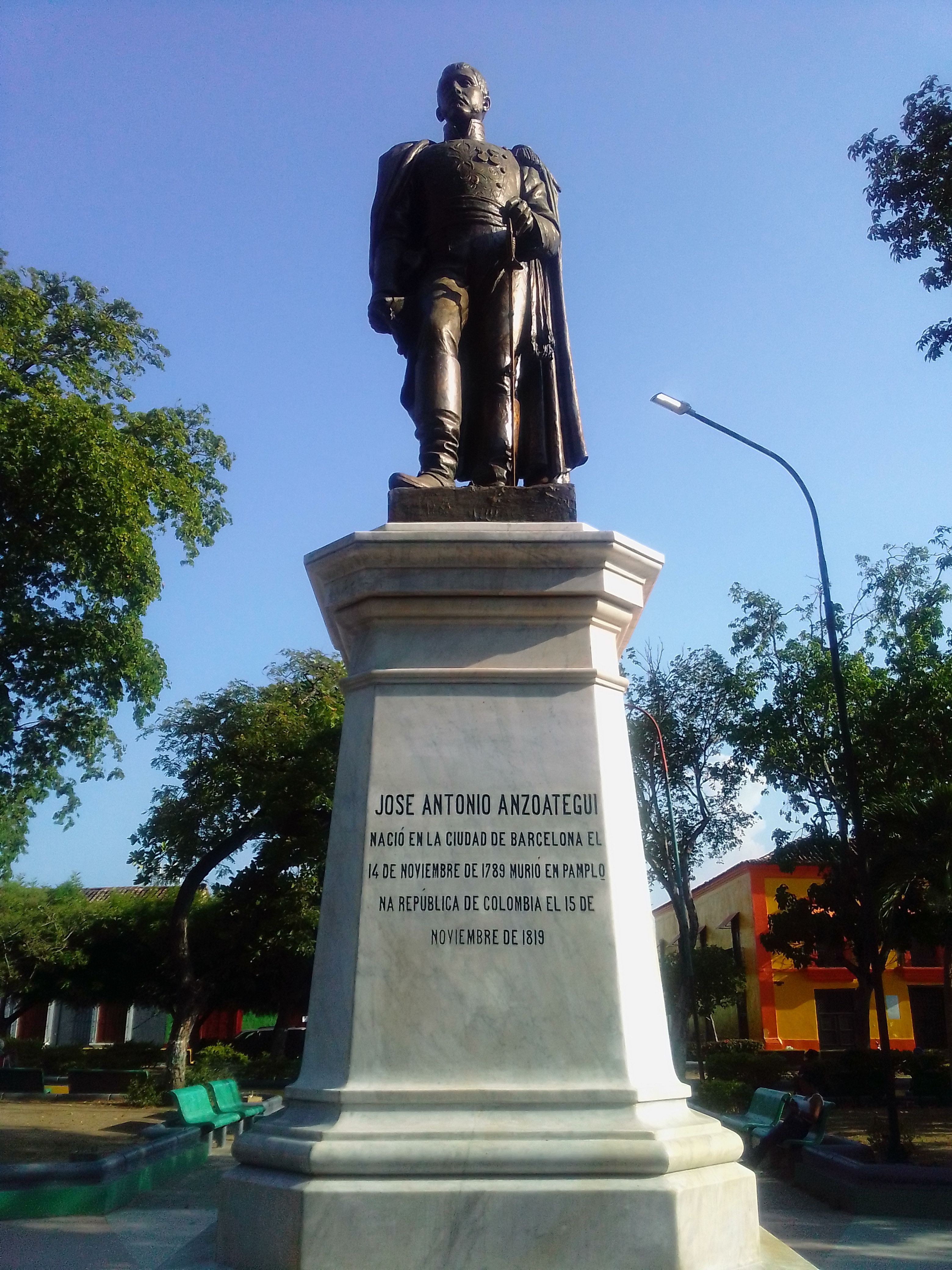
Estatua de José Antonio Anzoátegui en la Plaza Boyacá de Barcelona.

En 1909 el Estado de Barcelona estableció el nombre de Estado Anzoátegui. El Estadio José Antonio Anzoátegui también fue nombrado en homenaje.
Entre las frases célebres de Bolívar encontramos una dirigida a José Antonio Anzoátegui Hernández: “Habría preferido yo la pérdida de dos batallas a la muerte de Anzoátegui. ¡Qué soldado ha perdido el Ejército y qué hombre ha perdido la República!”.
Museo casa Anzoátegui ubicado en el municipio de Pamplona en el departamento Norte de Santander, museo fue nombrado así en homenaje al general venezolano José Antonio Anzoátegui, uno de los héroes de la Batalla de Boyacá con la que se selló la Independencia el 7 de agosto de 1819.